# Петер Хусті
Петер Хусті (нар. 4 травня 1944) — угорський театральний та кіноактор. Відомий за небагатьма, проте важливими кінострічками про діячів культури та мистецтва.

## Роки дитинства
Петер Хусті народився 4 травня 1944 року в окупованій радянськими військами Угорщині. Дитинство було як у всіх його ровесників — забавки на вулиці, бешкетство з протилежною статтю.